# Antenna (album)
Antenna è un album in studio della band statunitense hard/blues rock ZZ Top, pubblicato nel 1994.

## Tracce
1. Pincushion - 4:33 - (Gibbons; Hill; Beard)
2. Breakaway - 4:57 - (Gibbons)
3. World Of Swirl - 4:08 - (Gibbons)
4. Fuzzbox Voodoo - 4:42 - (Gibbons; Hill; Beard)
5. Girl In A T-Shirt' - 4:10 - (Gibbons)
6. Antenna Head - 4:03 - (Gibbons; Hill; Beard)
7. PCH - 3:57 - (Gibbons; Hill; Beard)
8. Cherry Red - 4:38 - (Gibbons)
9. Cover Your Rig - 5:49 - (Gibbons; Hill; Beard)
10. Lizard Life - 5:09 - (Gibbons; Hill; Beard)
11. Deal Goin' Down - 4:06 - (Gibbons; Hill; Beard)
12. Everything - 3:54 - (Gibbons; Hill; Beard)

## Formazione
- Billy Gibbons – voce, chitarra, armonica
- Dusty Hill – basso
- Frank Beard – batteria, percussioni